# 望月雅継
望月 雅継（もちづき まさつぐ、1976年9月13日- ）は、日本プロ麻雀連盟所属のプロ雀士。静岡県出身。団体内での段位は八段(2022年現在)。2022年5月、長年つとめた静岡支部長を退く。

## 獲得タイトル
- 鳳凰位 1期（第23期）